# Waterpoortbrug
De Waterpoortbrug is een brug aan de rand van de binnenstad van de Noord-Hollandse stad Hoorn. De Waterpoortbrug overbrugt de Nieuwlandsgracht en verbindt het Koepoortsplein en de Noorderstraat. De brug fungeerde naast brug eveneens als waterpoort om de wateren binnen de stad af te schermen van de wateren buiten de vesting. In 1965 werd de brug ingeschreven in het monumentenregister als rijksmonument.

## Geschiedenis
De huidige brug is in 1769 als onderdeel van de vesting rondom de stad Hoorn gebouwd. De brug fungeerde als waterpoort, voor dat doel werden er deuren aan de kant van de Draafsingel aangebracht. Wanneer deze deuren verwijderd zijn is niet bekend. 
In 1947 werd de brug gerestaureerd en bij deze restauratie werden de natuurstenen blokken ontdekt waarin de duimen voor de hengels van de deuren zaten. De restauratie was nodig omdat het wegdek en de boog scheuren begonnen te vertonen. Bij de herbouw werden de oude stenen waar mogelijk, opnieuw gebruikt. Bij het (her)plaatsen werden de oude metsel- en voegtechieken gebruikt.

## Ligging
De Waterpoortbrug ligt vlak bij het Koepoortsplein waar tot 1871 nog de Koepoort stond. De andere kant op bevond zich de Noorderpoort.

## Overige foto's

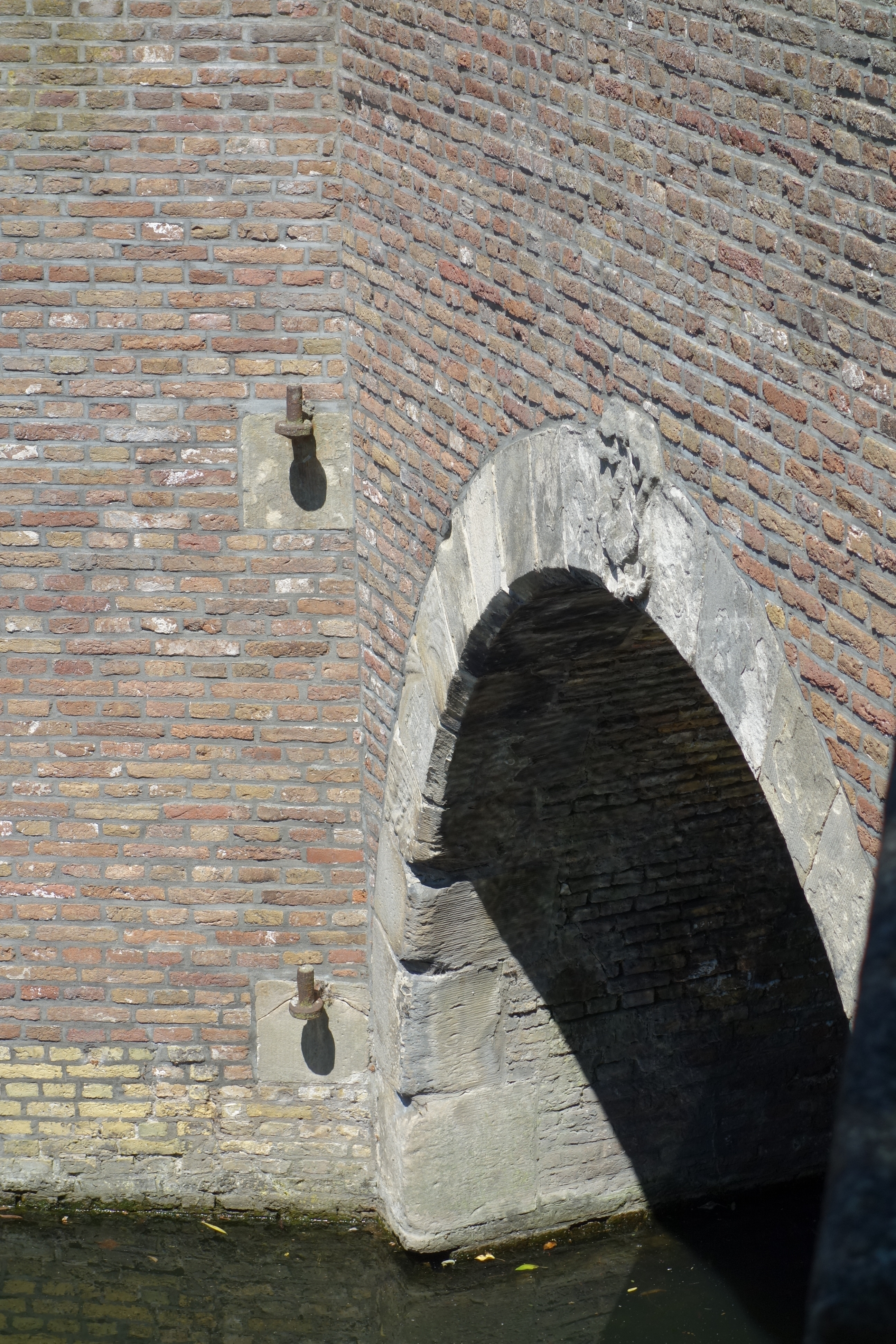
De onderdoorvaart van de brug met twee van de duimen waar de deuren aan gehangen konden worden.